# Сойер, Амос
Амос Клаудиус Сойер (англ. Amos Sawyer; 15 июня 1945, Сино
— 16 февраля 2022, Балтимор, Мэриленд, США) — либерийский политический и государственный деятель, Президент временного правительства национального единства Либерии с 22 ноября 1990 по 7 марта 1994 года. педагог. Академик. Доктор философии.

## Биография
Образование получил в Либерийском колледже (ныне Университет Либерии) и Северо-Западном университете в г. Эванстон (Иллинойс) (США).
Занимался преподавательской деятельностью. В 1980—1984 годах был деканом факультета социальных наук Университета Либерии. В это время был председателем Конституционной комиссии, которая изучала обстоятельства убийства президента Уильяма Толберта.
Преподавал политическую теорию и анализ в Университете Индианы в Блумингтоне. По возвращении доктор Сойер стал академиком, был активистом и политиком, баллотировался на пост мэра столицы Монровии как независимый.
Член Либерийской народной партии. Был председателем Комиссии по реформе управления в Либерии. Один из основателей Движения за справедливость в Африке (MOJA), в 1983 году основал Либерийскую народную партию.
После убийства президента С. К. Доу Сойер занял пост президента переходного правительства (правительства национального единства). Срок полномочий Сойера истек 7 марта 1994 года, после того как он изначально надеялся пробыть на этом посту всего шесть месяцев.
Имел степень доктора философии в области политических наук Северо-Западного университета в Иллинойсе.
Сойер несколько раз работал в международных организациях, в том числе в Организации Объединенных Наций, в 2001 году был председателем Комиссии по наблюдению за выборами в Зимбабве от имени Организации африканского единства.
На некоторое время вернулся в США, получив приглашение работать заместителем директора и научным сотрудником на семинаре по политической теории и анализу политики на факультете политических наук Университета Индианы в Блумингтоне.
Автор нескольких книг о политике Либерии с 1980-х годов. В 1992 году Сойер написал работу «Возникновение автократии в Либерии: трагедия и вызов». В этой книге он описывает, как диктаторский режим вырос из обычая патримониальной власти, когда привилегии администрации неустанно собирались и накапливались во руках прогрессивных президентов. Этот пример абсолютизма, который сам по себе не был угнетающим, завершился военной тиранией. Летом 2005 года опубликовал свою последнюю книгу.
В последние годы перенес две операции на головном мозге. Умер в Больнице Джонса Хопкинса в Балтиморе.
Лауреат Премии мира Гузи (2011).